# عبد السلام الواحاتي
عبد السلام الواحاتي (1964 -) هو صحفي مصري، وعميد أكاديمية سليمان الدولية، واستاذ الإعلام بكلية الإعلام بجامعة منيسوتا الأمريكية، تولى رئاسة حزب الأحرار المصري.

## نشأته
عبد السلام سيد محمد عبد الرحمن ولد في الواحات البحرية التابعة لمحافظة الجيزة عام 1964، وحصل على دراسته الابتدائية والإعدادية والثانوية بالواحات البحرية، ثم انتقل إلى القاهرة لاستكمال تعليمه حيث حصل علي بكالوريوس الإعلام من جامعة القاهرة ثم الدراسات العليا في الإعلام حيث حصل الماجستير بتقدير ممتاز في موضوع الصحافة والمجتمع المدني، ثم حصل على الدكتوراه في الإعلام بمرتبة الشرف الأولي في موضوع استخدام الشباب العربي لمواقع التواصل الاجتماعي وتأثيرها على مشاركتهم في الانتخابات العامة، كما حصل على الدكتوراه في النقد الفني من أكاديمية الفنون بمرتبة الشرف الأولى في موضوع صورة الأب في الرواية النسوية المصرية والخليجية.

## النشاط السياسى
كان له نشاط سياسى بارز في جامعة القاهرة، وكان يمثل التيار الليبرالى المعارض، وشارك في العديد من المظاهرات الطلابية. انضم إلى حزب الأحرار عام 1983 تحت رئاسة مصطفى كامل مراد (مؤسس الحزب)، ثم تولي موقع أمين عام الحزب في محافظة الجيزة ثم أمين عام مساعد الحزب ورئيس لجنة الإعلام وعضو الأمانة العامة.
بعد ذلك، تولى موقع وكيل الحزب الأحرار وعضو الهيئة العليا للحزب إلى أن انتخب في 15 أبريل 2006 رئيسًا للحزب.
خاض الواحاتي انتخابات مجلس الشعب المصري أربع دورات متتالية أعوام 1995 و2000 و2005 ، و2010عن دائرة «الهرم والواحات البحرية».
أعلن الواحاتي أعتزاله للسياسة نهائيا عام 2012 وتفرغ للعمل الأكاديمي والصحفي.

## نشاطه الإعلامي
التحق بجريدة الأحرار كصحفي عام 1983، وتدرج بها حتى تولى رئيس التحرير التنفيذي جريدة الأحرار، ثم مستشارا لها، كما ترأس مجلس إدارة وتحرير جريدة الحقيقة، وترأس تحرير عدد من الصحف المصرية وغير المصرية مثل أخبار الصباح والمواجهة والاسرة العربية وآفاق عربية وأخبار الشرق الأوسط ومصر الفتاة والأحرار اليوم ومجلة كل الدنيا واللواء العربي والملايين وشباب الأحرار.
كما عمل كاتبًا ومراسلاً لعدد من الصحف العربية كاللواء اللبنانية والشرق القطرية ومجلة الفيصل ومجلة المنهل ومجلة اليمامة.
عمل محاضرا بجامعة الحدود الشمالية ومدربا بعدد من الأكاديميات السعودية والمراكز التدريبية المصرية والعربية.
عمل أستاذ الإعلام المساعد بجامعة البورك، واستاذ مشارك بجامعة منيسوتا الأمريكية
الواحاتي عضوا بنقابة الصحفيين المصرية واتحاد الصحفيين العرب والاتحاد الدولي للصحفيين
رئيس مؤسسة الرسالة للثقافة والبيئة والتنمية
وله عشرات البحوث والمؤلفات العلمية والدراسات السياسية والاجتماعية منها «صفوت عبد الغنى قائد الجناح العسكري لتنظيم الجهاد واغتيال المحجوب» عام 1994، و«الاستنساخ البشرى رؤية اجتماعية» عام 1998، و«الواحات اساطير وحكايات» عام 2005. مهارات الاتصال، الدعاية السياسية، سيكولوجية الاتصال بالجماهير، أساسيات كتابة الخبر الصحفي، التنمر الإلكتروني، الرواية الأيروتيكية النسوية
عبد السلام الواحاتي متزوج وله خمسة أبناء.